# Motodrom Halbemond
Motodrom Halbemond – stadion żużlowy znajdujący się w Halbemond w Niemczech. Jego pojemność wynosi 34 tys. miejsc, co czyni go największym stadionem czysto żużlowym w Europie.
Obiekt powstał w 1983 roku dla potrzeb finału Indywidualnych Mistrzostw Świata na Żużlu.